# Тајт енд
Тајт енд (енгл. tight end, TE) једна је од позиција хватача у америчком фудбалу, фудбалу у арени и некада канадском фудбалу, и то у формацији за напад. Део је нападачке формације, а може обављати различите задатке у зависности од тактике. Најчешћа задужења су блокирање дефанзивне линије или трчање иза исте ради хватања паса од стране квотербека. Тајт енд се често посматра као „хибридна” позиција са карактеристикама и улогама линијског нападача и вајд ресивера (крилни хватач). Као и линијски нападач, и тајт енд је углавном на линији напада и мора да буде довољно велик да би успешно блокирао противника. С друге стране, постоје прави ресивери чији је задатак привлачење пажње одбране при додавањима.
Због хибридне природе позиције, улога тајт енда у било ком нападу зависи од тактичких одлука и принципа којима се води главни тренер. У неким случајевима, тајт енд ће само деловати као шести линијски нападач који ће ретко истрчавати на додавања. Тајт енд такође може да буде ресивер, узимајући углавном у обзир његову величину и способност да направи несклад у противничкој одбрани. Многи се тренери најчешће одлучују за једног тајт енда који је стручњак за блокирање у навали, док други тајт енд који боље хвата лопте делује у ситуацијама када је пас лак за примање.
Формације напада могу да имају од нула до три тајт енд играча у исто време. Уколико је вајд ресивер такође у формацији али ван тајт енда, тај ресивер мора да стане иза линије где се води борба за лопту (в. слику десно), зато што он мора да се налази у бекфилду а не на линији. Ако су два тајт енда са исте стране линије где се води борба за лопту, један мора да стане иза ове линије односно један тајт енд који није на линији напада мора да се пријави као неправи ресивер. Координатор напада може да користи тајт енда као вођу навале (фулбек).
Веома мало спортиста има могућности да изврши многобројне задатке тајт енда. Управо због овога се играчи ове позиције опредељују или за хватање и помагање ресиверсу, или за блокирање и играње у навали. Тајт енд који се одлучи да више блокира може да заради од једног до три милиона долара годишње. Одлични хватачи, с друге стране, зарађују и до осам или десет милиона долара годишње.